# Eonychus krugeri
Eonychus krugeri är en spindeldjursart som beskrevs av Meyer 1974. Eonychus krugeri ingår i släktet Eonychus och familjen Tetranychidae. Inga underarter finns listade i Catalogue of Life.